# Stadion GSP
Stadion GSP – stadion piłkarski w Nikozji, stolicy Cypru. Pojemność obiektu wynosi 22 859 widzów i jest to największy stadion na Cyprze. Swoje mecze rozgrywają na nim drużyny: APOEL Nikozja i Omonia Nikozja. Obiekt został zainaugurowany 6 października 1999 roku. Stadion jest częścią większego kompleksu sportowego, w skład którego wchodzą również m.in. dwa inne boiska wyposażone w bieżnie lekkoatletyczne, sala gimnastyczna z przyrządami dla ciężarowców oraz centrum konferencyjne.